# بارباچ
بارباچ (به مجاری:  Barbacs) یک شهرستان مجارستان در مجارستان است که در دیور-موشون-شوپرون واقع شده‌است.

## خصوصیات
بارباکس ۱۳٫۶۵ کیلومترمربع مساحت و ۷۶۳ نفر جمعیت دارد.